# Ивнев, Пётр Васильевич
Пётр Васильевич Ивнев — фамилия при рождении — Нехорошев (18 ноября 1924 — 31 августа 2010) — журналист, писатель, главный редактор, директор Волго-Вятского книжного издательства. Участник Великой Отечественной войны.

## Биография
Родился в селе Уварово, ныне Борисоглебского района Воронежской области.
Работал учётчиком, трактористом в МТС. Участвовал Великой Отечественной войне. После войны заведовал отделом Рижского горкома ВЛКСМ. В 1953 году окончил Московский юридический институт.
С 1952 года работал литературным сотрудником, заведующий комсомольским отделом газеты «Советская молодёжь» в Риге. Переехал в Горький.
С 1959 по 1963 год — заместитель редактора газеты «Ленинская смена». С 1965 года — собственный корреспондент газеты «Известия» по Горьковской области.
С 1967 года — главный редактор, директор Волго-Вятского книжного издательства.
С 1970 года — редактор газеты «Горьковский рабочий».
В 1974 — 1984 годах — редактор газеты «Волжская магистраль».
Автор книг: «Железные артерии страны» (1987), «Спутник рыболова-любителя» (1993), «С крючком, мормышкой и блесной» (1995).
Жил в городе Нижнем Новгороде, похоронен на Нижегородском (Федяковском) кладбище.

## Награды
- орден Отечественной войны 2-й степени (06.04.1985)
- медали